# Красняк чорноголовий
Красняк чорноголовий (Prionochilus thoracicus) — вид горобцеподібних птахів родини квіткоїдових (Dicaeidae).

## Поширення
Вид поширений на Малайському півострові, на Суматрі та Калімантані. Природним місцем проживання є субтропічні або тропічні вологі низовинні ліси і субтропічні або тропічні болота.